# Moniales trinitaires

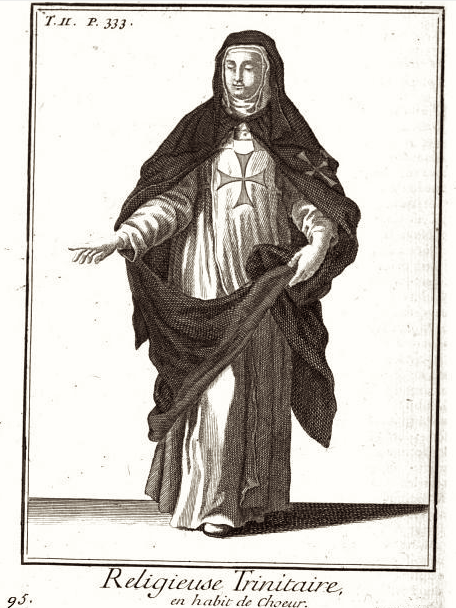
Moniale trinitaire (1847)

L'Ordre des moniales de la Très Sainte Trinité et des captifs, dit ordre des moniales Trinitaires, est un ordre religieux catholique fondé vers 1236 à Avingania (Espagne) par le Géneral trinitaire Nicolas e Costanza d'Aragon. Les moniales trinitaires sont des religieuses contemplatives de droit pontifical.
Le premier monastère des moniales trinitaires remonte à 1236, date à laquelle le Général trinitaire Nicolas cède à Doña Coztanza, fille du roi Pierre II d'Aragon, le couvent d'Avingania pour qu'elle y installe une communauté de contemplatives. Du XVIIe siècle au XIXe siècle, il subsistait 4 monastères de Chaussées, 6 de Récollètes et 3 de Déchaussées. En 1981, douze couvents d'Espagne et deux d'Amèrique Latine se sont fédérés et les dernières constitutions ont été approuvées le 15 mars 1986. Les moniales militent sous la règle de Saint Jean de Matha enrichie par la tradition de l'Ordre des Trinitaires et en particulier par l'esprit du réformateur saint Jean-Baptiste de la Conception et de la vénérable Angèle Marie de la Conception.
Les trinitaires contemplatives comptent aujourd'hui une vingtaine de maisons: 16 en Espagne, 4 en Pérou, 1 en Ecuador, Madagascar, Colombie, Guatemala, Honduras et Chili.